# 스누키
니콜 엘리자베스 "스누키" 폴리치(Nicole Elizabeth "Snooki" Polizzi, 1987년 11월 23일 ~ )는 미국의 텔레비전 방송인이다.

## 출연 작품
- 바보 삼총사 (2012)
- 언데이터블 (2010)
- 저지 쇼어 (2009)